# Едвард Леннокс
Едвард Джеймс Леннокс (12 вересня 1854 — 15 квітня 1933) — архітектор, який жив і творив у Торонто і спроектував декілька найвизначніших пам'яток міста у період наприкінці ХІХ — на початку ХХ століття, включаючи Стару ратушу та замок Каса Лома. Він спроектував понад 70 будівель у місті Торонто.

## Життя та кар'єра

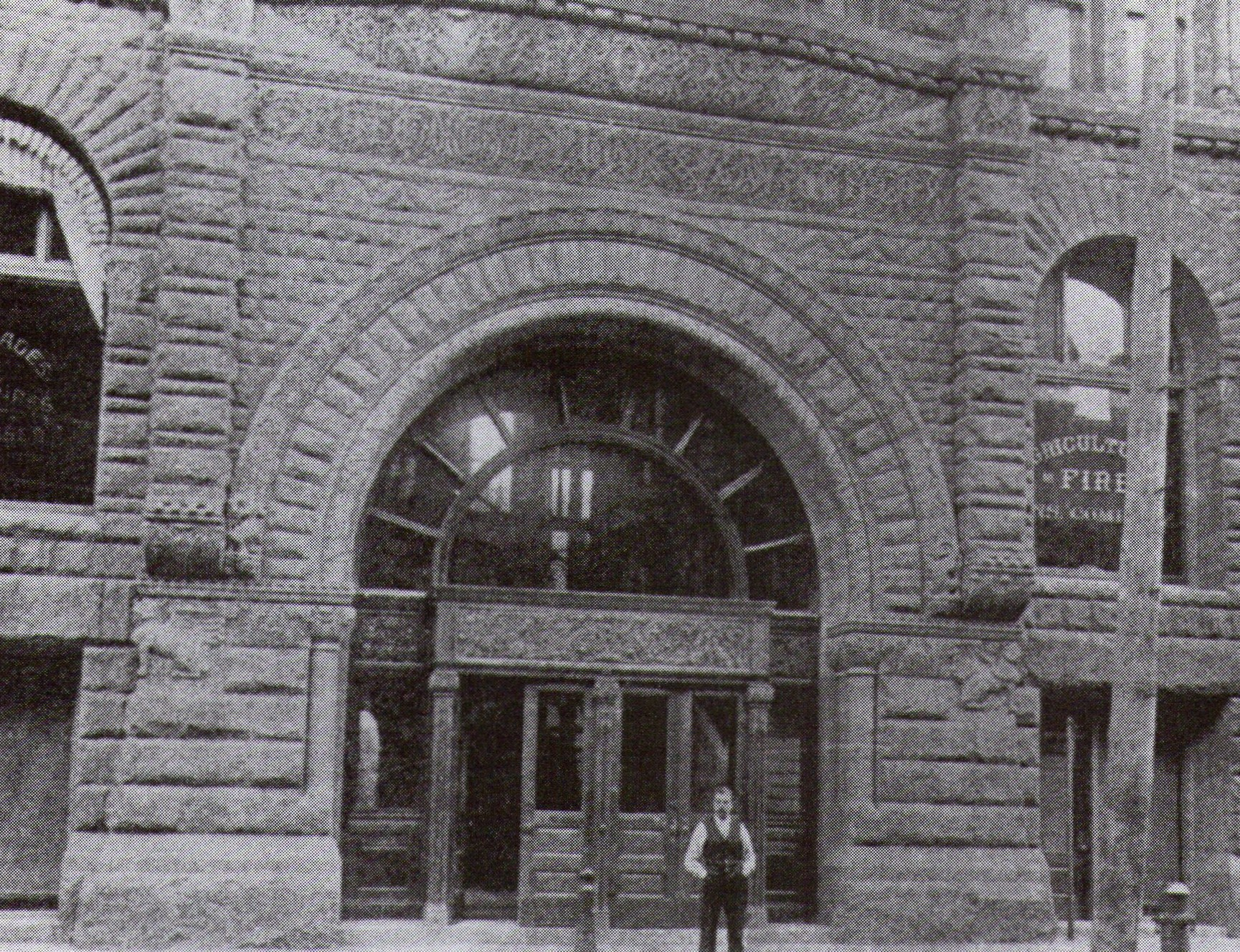
Леннокс стоїть перед однією зі своїх будівель, Фріголд-Лоун, на перехресті вулиць Аделаїди та Вікторії.

Син ірландських іммігрантів, він навчався в Інституті механіки в Торонто, який закінчив першим на своєму курсі. Після закінчення університету в 1874 році він навчався у архітектора Вільяма Ірвінга протягом п'яти років. Потім він створив спілку з колегою-архітектором Вільямом Фредеріком МакКовом, а пізніше створив власну фірму в 1881 році.
Він швидко став одним з найуспішніших архітекторів Торонто. Він піднявся на вершину своєї професії, коли виграв контракт на спорудження мерії Торонто в 1886 році. Його зображення можна побачити вирізьбленим у камені на фасаді Старої ратуші.
Багато його будівель були спроектовані в Річардсонівському псевдороманському стилі, і він був однією з найважливіших фігур у запровадженні цього стилю в Торонто. Його творчу майстерність у стилі неороманського історизму можна спостерігати в районі Аннекс і околицях, де Леннокс спроектував будинок Льюїс Люка на 37 Медісон-авеню в середині 1880-х років, створивши перший зразок стилю Аннекс. Цей стиль будинків є корінним для Торонто, і він поєднує елементи неороманського стилю зі стилем королеви Анни.
Пізніше в своєму житті він працював комісаром транзитної комісії Торонто від 1923 до 1929 року.

## Споруди
| Споруда                                                       | Розташування                                                   | Дата спорудження | Примітки (стиль; стан будівлі) | Зображення                                  |
| ------------------------------------------------------------- | -------------------------------------------------------------- | ---------------- | --- | ------------------------------------------- |
| Hanlan's Hotel                                                | Острови Торонто                                                | 1875             | Стиль королеви Анни; зруйнований |                                             |
| Twenty Plenty outlet                                          | 150 Main Street, Unionville, Ontario                           | 1879             | Стиль королеви Анни; оригінально збудований для Конґреґаційної церкви у Юніонвілі, Онтаріо; пізніше викуплений Пресвітеріанською церквою у 1894 і знову проданий у 1925; пізніше використовувався як клуб ветеранів 1949-1998, офіс Home Aid Society і роздрібний магазин. |                                             |
| Bond Street Congregational Church                             | Перехрестя Dundas Street та Bond Street (північно-східний ріг) | 1879             | Неоготика; зруйнована 1981 (згоріла, тоді зруйнована) |                                             |
| Berwick Hall                                                  | 139 Main Street South, Georgetown                              | 1882             | Вікторіанський стиль; приватний будинок місцевого бізнесмена John R. Barber від 1880 до 1904, пізніше квартирний будинок |                                             |
| Massey Manufacturing Company Office Building                  | 710 King Street West and 519 King Street West                  | 1883             | Річардсонівський неороманський стиль; 710 зруйнований, колишній номер 519 зараз за адресою 511 King Street West (офісні і торговельні у винаймі) |                                             |
| Lewis Lukes House                                             | 37 Madison Avenue, The Annex                                   | 1886             | Річардсонівський неороманський стиль; перетворений на офісні приміщення фірми Maverick Public Relations Inc. |                                             |
| Milburn Building                                              | 47-55 Colborne Street                                          | 1886             | Річардсонівський неороманський стиль; на нижньому поверсі ресторан, на верхньому офіси |                                             |
| Mausoleum of Hart Massey                                      | Кладовище Маунт-Плезент                                        | 1892             | Річардсонівський неороманський стиль |                                             |
| Toronto Athletic Club                                         | 149 College Street at University Avenue, Toronto               | 1894             | Річардсонівський неороманський стиль; тепер Школа Ротмана, Університету Торонто |                                             |
| Beard Building                                                | King Street East and Jarvis Street, Toronto                    | 1894             | Річардсонівський неороманський стиль; вважався першим міським хмарочосом; зруйнований у 1930-х |                                             |
| Georgetown High School                                        | Джорджтаун, Онтаріо                                            | 1899             | Зруйнована 1959 і заміщена теперішнім будинком у 1960 (зараз Georgetown District High School) |                                             |
| Freehold Loan Building                                        | Adelaide Street East at Victoria Street, Toronto               | 1890             | Зруйнований у 1960-х; став 20 Adelaide Street East бл. 1988 |                                             |
| Broadway Methodist Tabernacle                                 | College Street and Spadina Avenue, Toronto                     | 1899             | Річардсонівський неороманський стиль; зруйнована бл. 1930 |                                             |
| Стара ратуша Торонто                                          | Queen Street West and Bay Street, Toronto                      | 1899             | Річардсонівський неороманський стиль; зараз приміщення провінційного суду |                                             |
| Massey Harris Head Office                                     | 915 King Street West, Toronto                                  | 1899             | Річардсонівський неороманський стиль; зараз Massey Harris Lofts |                                             |
| King Edward Hotel                                             | King Street East and Jarvis Street, Toronto                    | 1903             | Чиказька архітектурна школа; спроектований разом з Henry Ives Cobb для George Gooderham's Toronto Hotel Company |                                             |
| Toronto-Bridgman Transformer Station                          | 391 Davenport Road                                             | 1904             | Toronto Hydro Transformer Station |                                             |
| Bank of Toronto                                               | Yonge Street and Queen Street                                  | 1905             | Неокласицизм |                                             |
| West Wing of the Ontario Legislative Building at Queen's Park | Queen's Park Crescent, Toronto                                 | 1909             | Едвардіанська Архітектура неокласицизму, також інтер'єри і поверхи Західного крила | Queen's Park with 1909 west wing renovation |
| Каса Лома                                                     | 1 Austin Terrace, Toronto                                      | 1911             | Неоготика |                                             |
| Toronto Power Generating Station                              | Ніагара-Фоллс (Онтаріо)                                        | 1906             | Beaux-Arts |                                             |
| St. Paul's Anglican Church                                    | 227 Bloor Street East                                          | 1913             | Неоготика |                                             |
| Postal Station G                                              | 765 Queen Street East, South Riverdale, Toronto                | 1913             | Неокласицизм; бібліотека Queen/Saulter Library 1980, сьогодні Ralph Thornton Community Centre |                                             |
| Lenwil                                                        | 5 Austin Terrace                                               | 1913             | Неотюдорівський стиль; збудований Ленноксом як власний дім, нині провінційний дім Сестер Служебниць Непорочної Діви Марії |                                             |
| Excelsior Life Insurance Company Building                     | 36 Toronto Street                                              | 1914             | Beaux-Arts; тепер використовується як офіс і комерційні площі |                                             |
| Wolseley Motor Car Company                                    | 77 Avenue Road                                                 | 1914             | Річардсонівський неороманський стиль; зруйнована 1976, зараз частина комплексу Hazelton Lanes |                                             |
| Toronto Western Hospital                                      | 399 Bathurst Street                                            | 1906             | Neo-Renaissance; 1906 (Північне крило), 1910 (Південне крило), 1911 і 1923 (добудови). Зруйнована у 1950-х-1992; тепер на тому місці стоянка |                                             |
| Residence for James B. Boustead                               | 134 Bloor Street East                                          | 1891             | Тюдорівський історизм; збудований для James Bellingham Boustead, торонтонського підприємця і старійшини Торонто 1865–1897; зруйнований у середині-20-го ст. близько до приміщень Manulife Insurance Building                                                               |                                             |
| Hagerman Public School / School Section # 8                   | 4121 Fourteenth Avenue, Markham, Ontario                       | 1888             | Річардсонівський неороманський стиль; школа за певними даними спроектована Ленноксом. Зараз використовується як The School Fine Dining. |                                             |
| New Toronto Hydro Sub Station                                 | 124 Birmingham Street, New Toronto                             | 1917             | Неоедвардіанський будинок, у стадії історичного обґрунтування; Зараз не використовується і очікує на перепрофілювання в ході продажу фірмою CreateTO. |                                             |

## Спадщина
Невелика житлова вулиця під назвою EJ Lennox Way названа на його честь у Юніонвілі, Онтаріо, за колишньою конґреґаційною церквою Юніонвіля.
Його син Едгар Едвард Леннокс також був архітектором, а також брат Чарльз Девід Леннокс, який працював з Е. Дж. Ленноксом від 1887 до 1915 року.
Сюзен М. Леннокс, правнучка дочки Чарльза Девіда Леннокса і внучата племінниця Е. Дж. Леннокса також архітекторка, випускниця університету Торонто 1992 року, бакалавр архітектури. Співзасновниця компанії Lennox Architects Limited у Гантсвілі, Онтаріо, разом із Сюзаною Марке.